# Manneville-la-Pipard
Manneville-la-Pipard ist eine französische Gemeinde mit 262 Einwohnern (Stand: 1. Januar 2022) des Départements Calvados in der Region Normandie. Administrativ ist sie dem Kanton Pont-l’Évêque und dem Arrondissement Lisieux zugeteilt. Die Einwohner werden Mannevillais genannt.

## Geographie
Manneville-la-Pipard liegt etwa 35 Kilometer südsüdöstlich von Le Havre in der Landschaft Pays d’Auge an der Calonne, die die Gemeinde im Westen begrenzt. Umgeben wird Manneville-la-Pipard von den Nachbargemeinden Saint-Julien-sur-Calonne im Norden, Les Authieux-sur-Calonne im Nordosten, Le Mesnil-sur-Blangy im Osten, Fierville-les-Parcs im Süden, Pierrefitte-en-Auge im Westen sowie Pont-l’Évêque im Westen.

## Bevölkerungsentwicklung
| Jahr                      | 1962 | 1968 | 1975 | 1982 | 1990 | 1999 | 2006 | 2013 |
| Einwohner                 | 242  | 236  | 213  | 290  | 317  | 348  | 316  | 309  |
| Quelle: Cassini und INSEE |      |      |      |      |      |      |      |      |

## Sehenswürdigkeiten
- Kirche Saint-Pierre aus dem 12. Jahrhundert

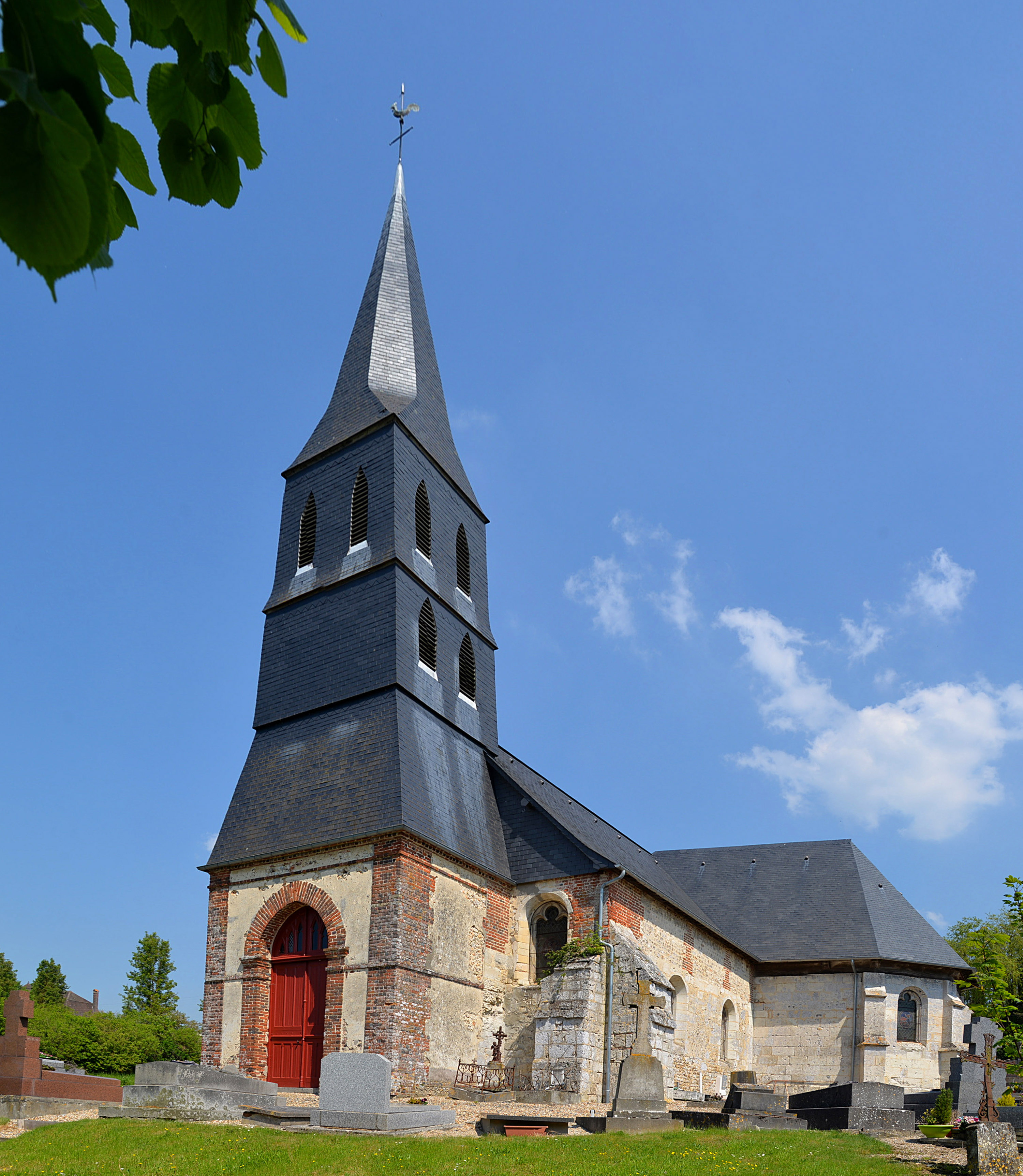
Kirche Saint-Pierre